# Novotxerkasski (Oriol)
|  | Per a altres significats, vegeu «Novotxerkasski». |

Novotxerkasski (en rus: Новочеркасский) és un poble (un possiólok) de l'óblast d'Oriol, a Rússia, segons el cens del 2010 tenia 237 habitants. Pertany al districte municipal de Kromi.